# Mead Johnson Nutrition
Mead Johnson Nutrition est une entreprise alimentaire américaine spécialisée dans la nutrition pour nourrissons et enfants en bas âge, appartenant au groupe anglo-néerlandais Reckitt Benckiser. Mead Johnson est leader dans l'alimentation du nourrisson[réf. nécessaire].

## Histoire
Edward Mead Johnson a fondé Mead Johnson à Jersey City, dans le New Jersey, en 1905. Il a décidé de créer une entreprise spécialisée exclusivement dans la nutrition infantile à la suite des graves troubles nutritionnels rencontrés par son fils, Ted, lorsqu'il était bébé. Il souffrait en effet d'une anomalie congénitale cardiaque, compliquée par une incapacité à tolérer son alimentation. 
Dans les années 1940, Mead Johnson a lancé la première protéine formule hydrolysat pour les nourrissons atteints d'allergie aux protéines de lait de vache. 
La société était détenue majoritairement par Bristol-Myers Squibb, après une acquisition en 1967, et est ensuite devenue indépendante en 2009. 
En 2007, la société a élargi son portefeuille d'allergies avec l'introduction d'un produit à base d'acides aminés hypoallergéniques pour la prise en charge diététique des enfants présentant des allergies sévères aux protéines du lait de vache ou de multiples allergies alimentaires.
En février 2017, Reckitt Benckiser était en discussion pour acquérir Mead Johnson Nutrition pour un montant proche de 16 milliards de dollars.

## Organisation
Le siège social de Mead Johnson est aux États-Unis, mais elle dispose d’antennes régionales, avec des usines, centres de recherche et bureaux de vente en Europe, Amérique du Nord, Amérique latine et Asie. Aujourd'hui, l'entreprise compte environ 7 700 employés dans le monde. Mead Johnson commercialise plus de 70 produits dans plus de 50 pays à travers le monde. 